# 吴仰贤
吴仰贤（?—?），浙江省嘉兴人，清朝诗人。
吴仰贤于清文宗咸丰二年（1852年）考中进士。官至云南迤东兵备道。工诗，作诗各体均擅长。风格上承袭“浙西词派”和“秀水派”（二派的中心活动地带均包含今浙江省嘉兴市）。曾協助許瑤光重修《嘉興府志》，任總纂。

## 著作
- 《小匏庵诗存》十卷。

代表作包括：
- 《戊午北闹事发感赋》
- 《马龙行》：反映时政。
- 《黔中苗彝风土吟》（组诗）：反映清朝云南贵州边疆的风土人情。

### 总体
- 《中国名人志第十二卷》/清朝-附传；ISBN 7-80166-145-1；2001年12月出版

### 各部分
1. 1 2 3  . 嘉兴市图书馆.   [2010年9月18日]. （原始内容 (htm)存档于2008年7月25日） （中文）.
2. ↑  . 嘉兴古代名人数据库. 2010-04-28  [2014-07-18]. （原始内容存档于2016-03-05） （中文（中国大陆））.